# Epidendrum arbuscula
Epidendrum arbuscula är en orkidéart som beskrevs av John Lindley. Epidendrum arbuscula ingår i släktet Epidendrum och familjen orkidéer. Inga underarter finns listade i Catalogue of Life.